# Mbole (peuple)
Pour les articles homonymes, voir Mbole.
Les Mbole sont une population d'Afrique centrale vivant en République démocratique du Congo.

## Ethnonymie
Selon les sources et le contexte, on observe différentes formes : Bambole, Bole, Imona, Mboles.

## Langue
Leur langue est le mbole, une langue bantoue dont le nombre de locuteurs était estimé à 100 000 en 1971.

## Culture

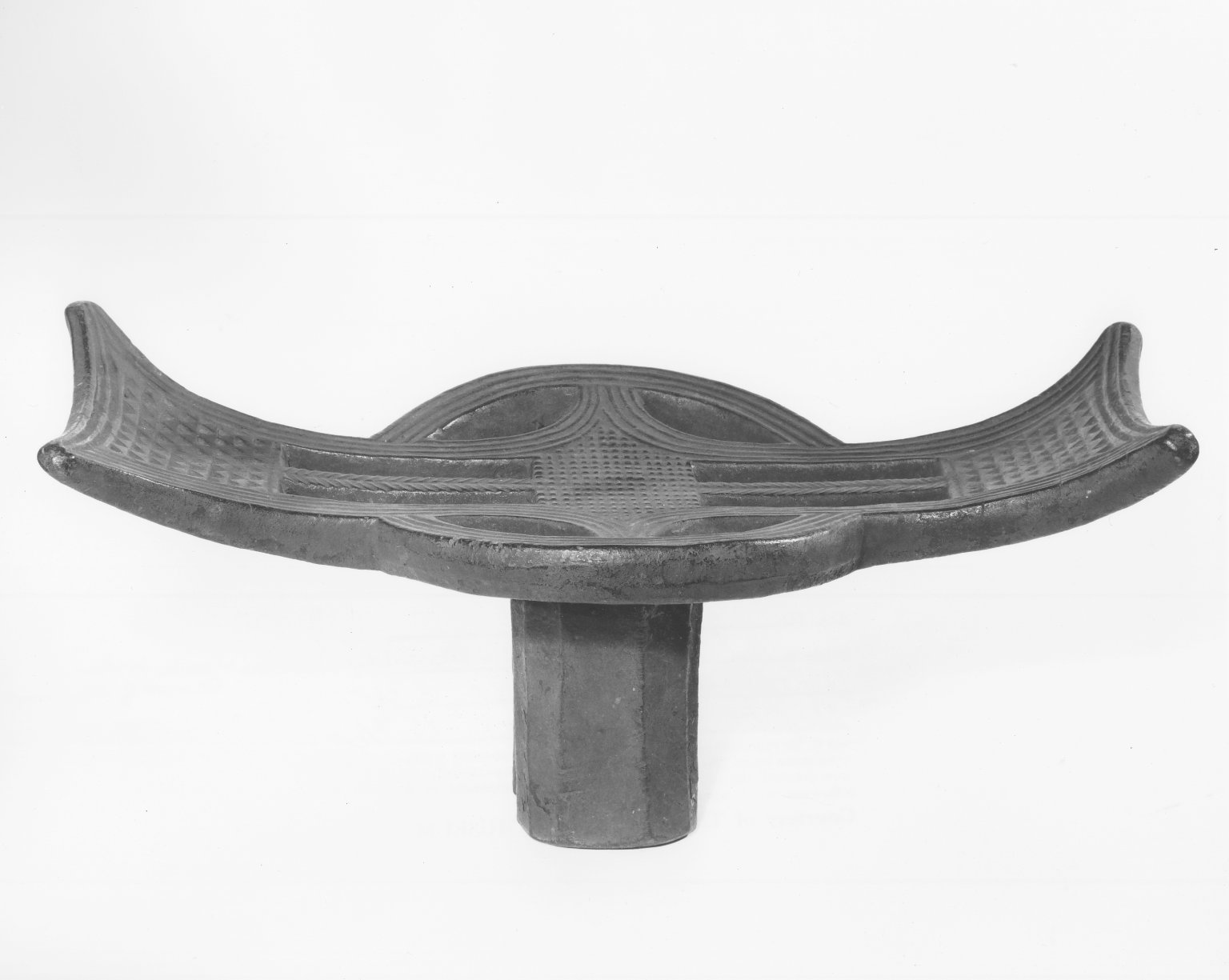
Tabouret[3].
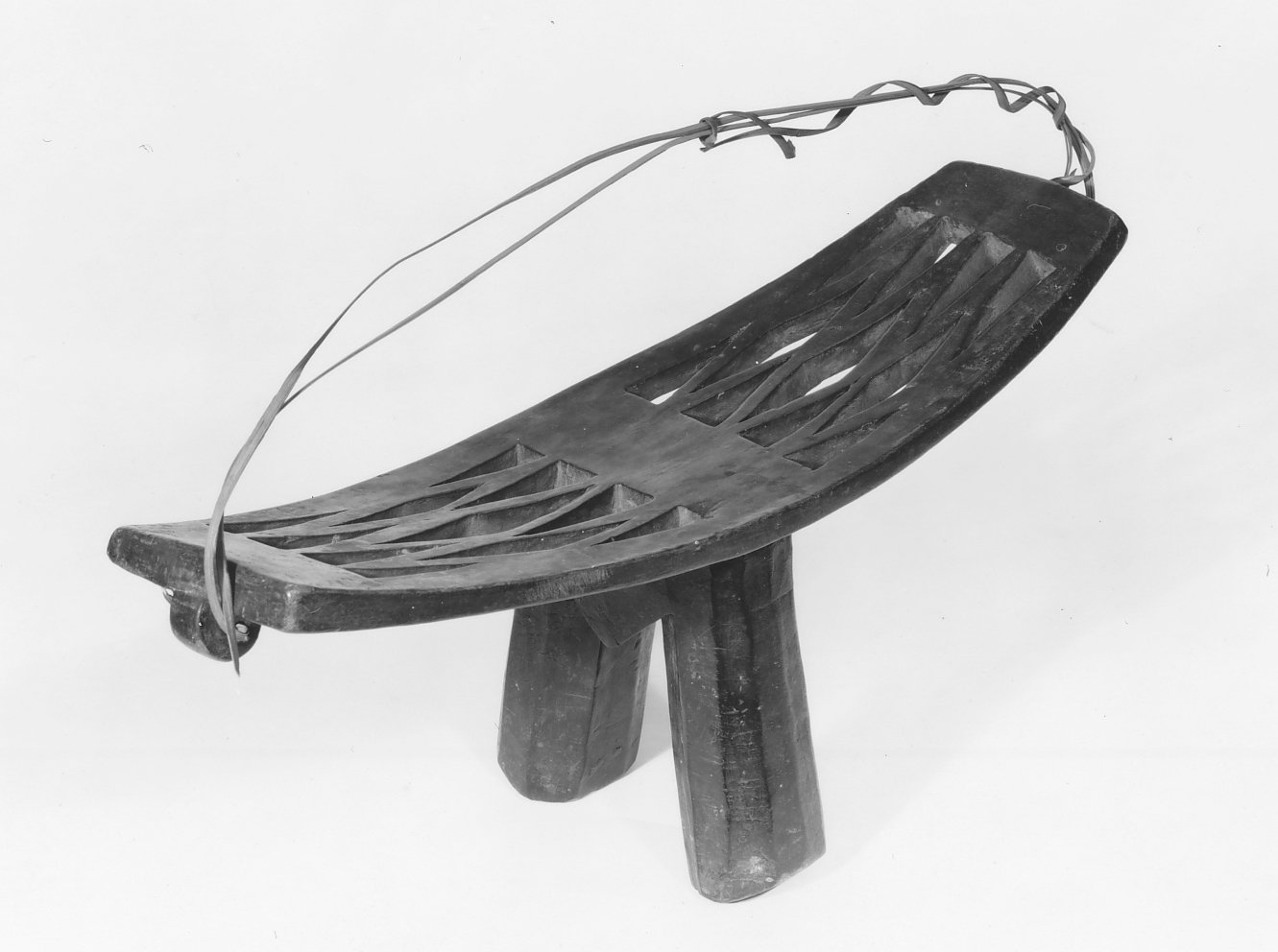
Appui-dos[3].
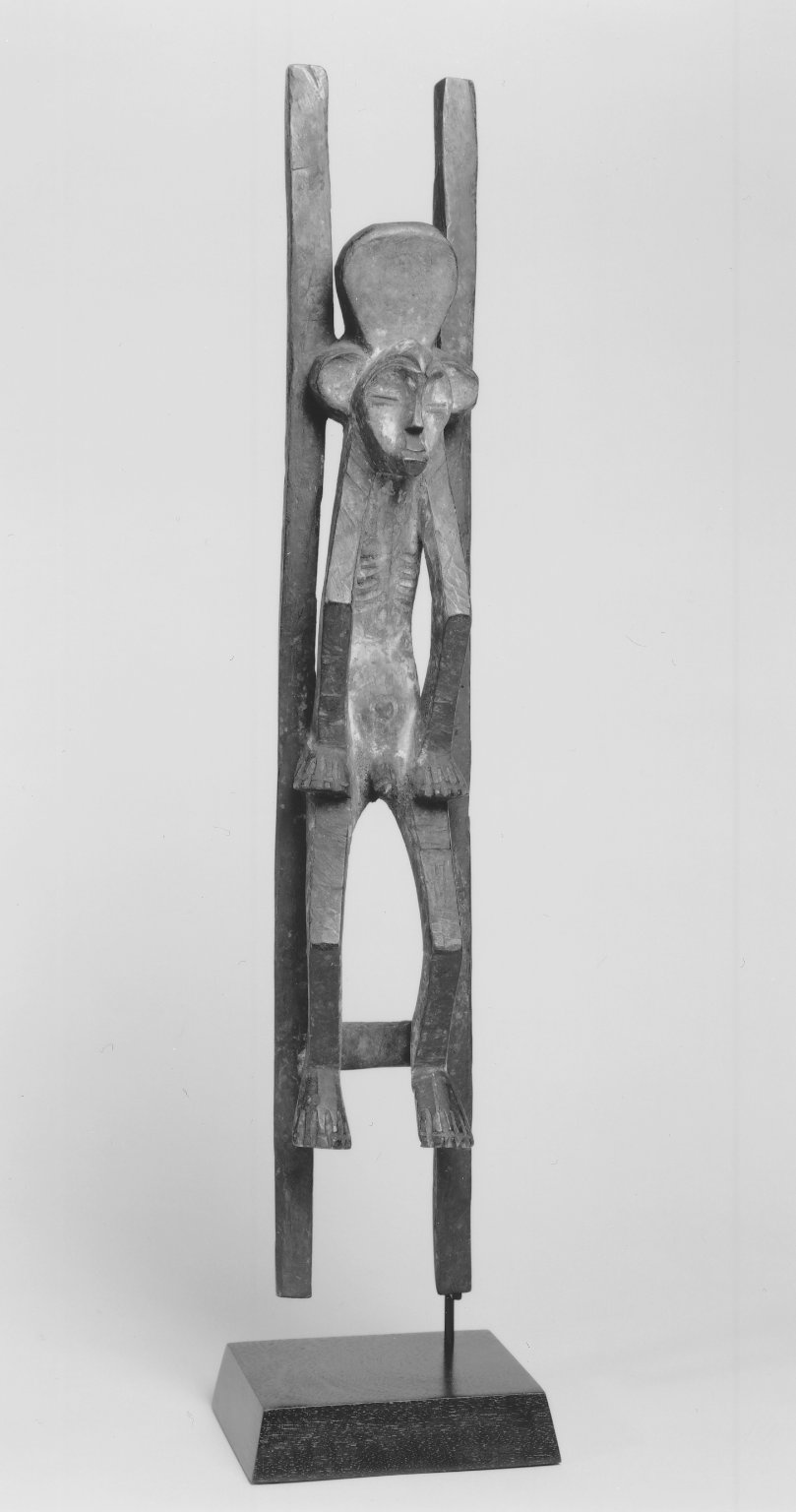
Figure masculine Okifa[3].
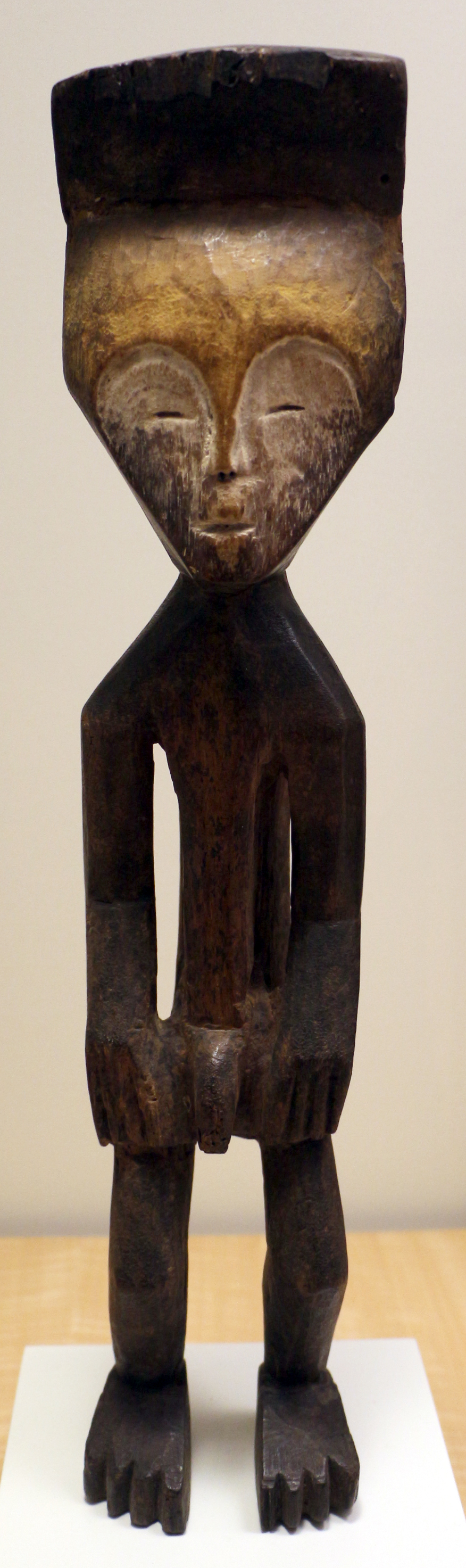
Figure masculine
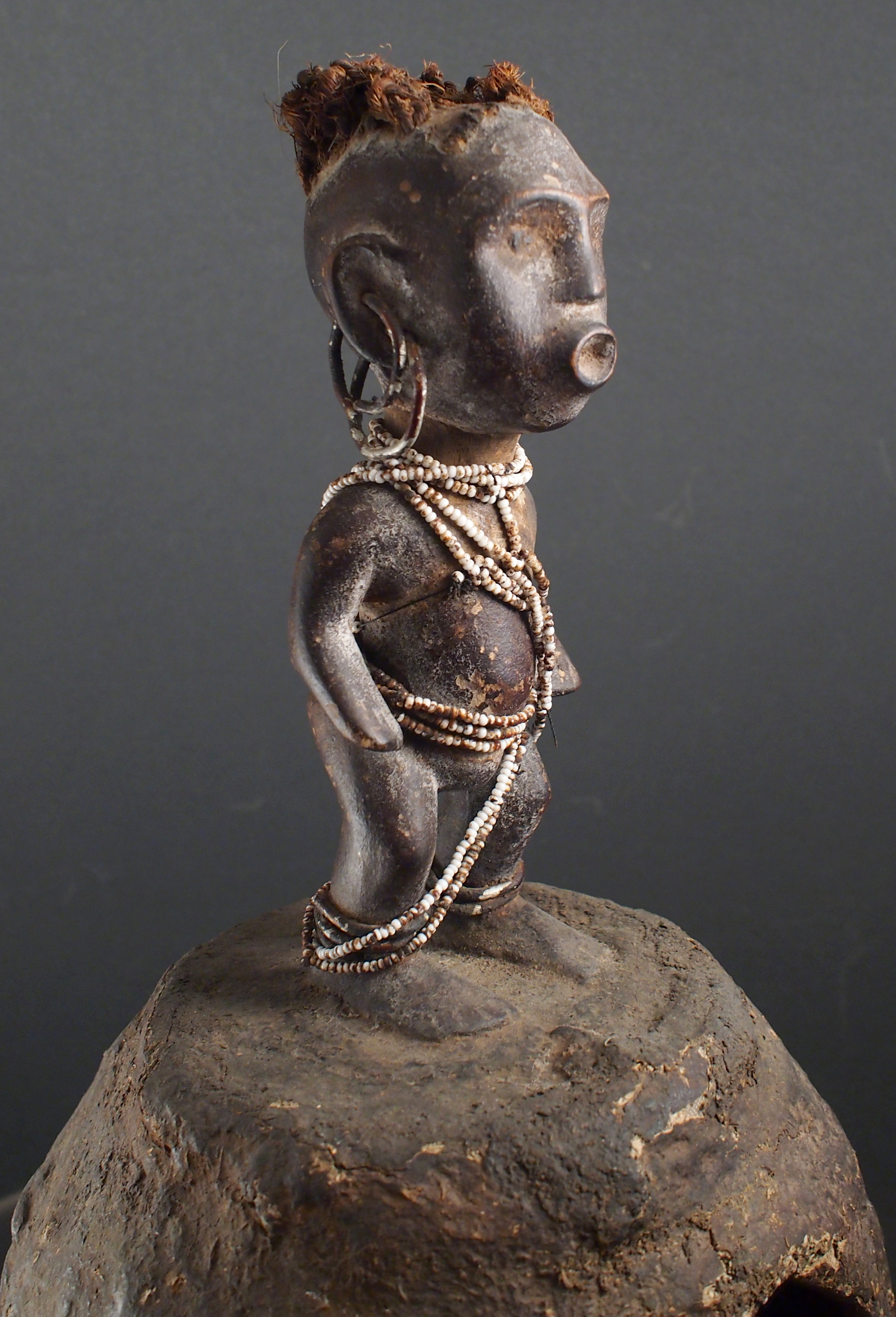
Récipient figuratif (détail)
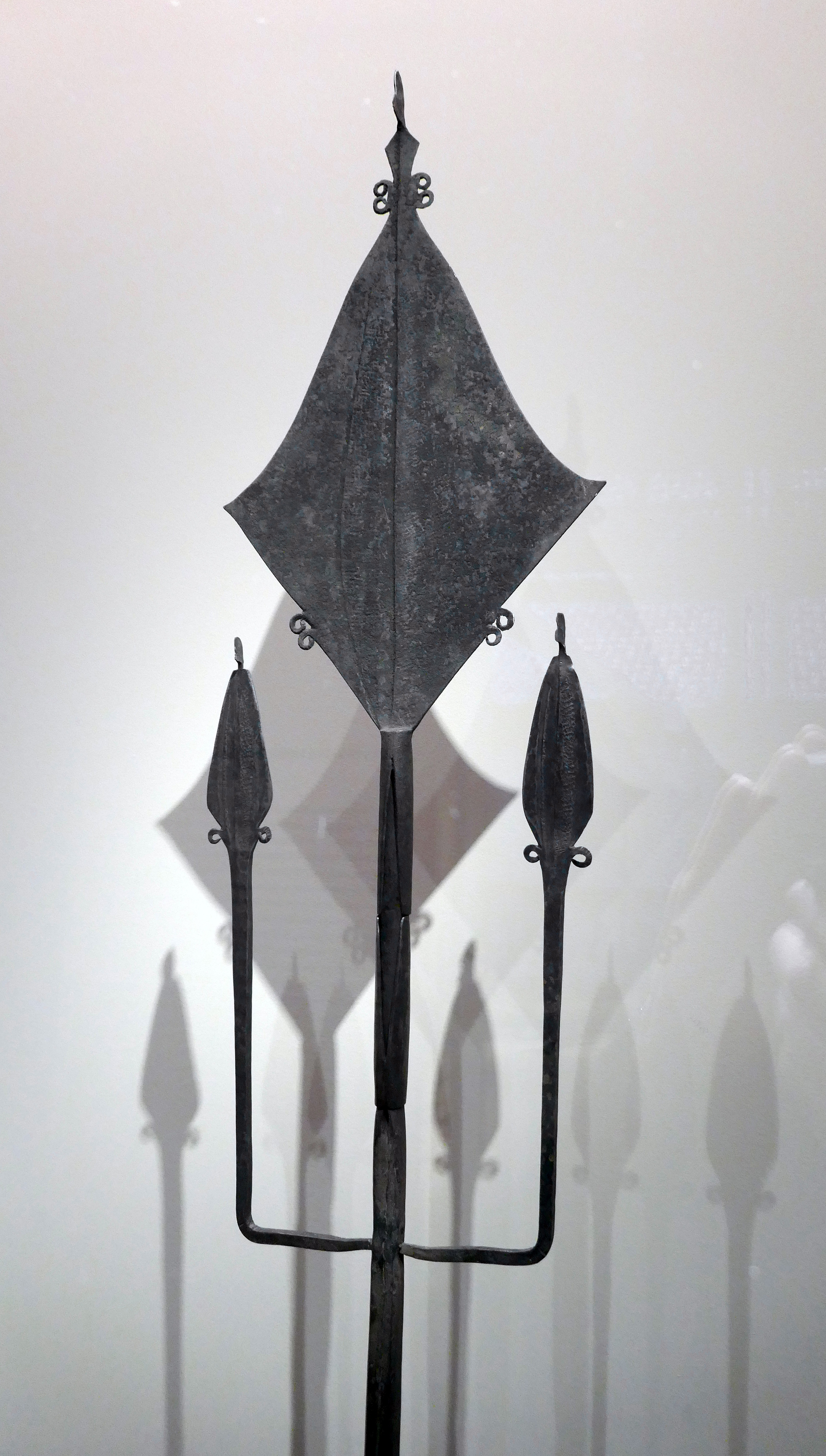
Monnaie en forme de fer de lance (détail).

## Histoire
À partir de février 2023, les Mbole reprochent aux Lengola d'avoir vendu des terres située à Lubunga dans la Tshopo dont les Mbole s'estiment propriétaires. En octobre 2023, 500 morts et 70 000 déplacés sont reliés à ce conflit entre Lengola et Mbole que les autorités congolaises n'arrivent pas à contrôler et qui s'étend jusqu'à Kisangani,,,.